# Walter Kotte
Walter Kotte (* 15. Februar 1893 in Berlin; † 16. Juni 1970 in Freiburg im Breisgau) war ein deutscher Phytopathologe und langjähriger Leiter des Pflanzenschutzamtes in Freiburg im Breisgau. Sein botanisches Autorenkürzel lautet „Kotte“.

## Leben
Walter Kotte studierte an der Friedrich-Wilhelms-Universität zu Berlin und der Albert-Ludwigs-Universität Freiburg Naturwissenschaften mit Schwerpunkt Botanik, wurde nach einer Unterbrechung durch seinen Einsatz als Soldat und Heeres-Bakteriologe im Ersten Weltkrieg im Jahr 1920 mit magna cum laude zum Dr. phil. promoviert und wirkte anschließend als Assistent am Institut für Pflanzenphysiologie der Universität Berlin. Im Jahr 1922 wechselte er als wissenschaftlicher Mitarbeiter an das Badische Weinbau-Institut in Freiburg i. Br., das damals zugleich die Aufgaben des allgemeinen Pflanzenschutzes wahrnahm. Während dieser Zeit forschte Walter Kotte zu phytopathologischen Problemen diverser Obst- und Gemüsearten und veröffentlichte eine Reihe von Arbeiten über die von ihm erstmals in Deutschland an diesen Kulturen festgestellten Pflanzenkrankheiten.
1931 wirkte er zunächst für zwei Jahre als Dozent für Phytopathologie an der Landwirtschaftlichen Hochschule in Ankara, beteiligte sich am Aufbau der türkischen Pflanzenschutzorganisation und übernahm dann nach seiner Rückkehr nach Deutschland das inzwischen selbständig gewordene Badische Pflanzenschutzamt in Augustenberg.
Walter Kotte veröffentlichte mehr als 150 Aufsätze und Arbeiten, wobei seine Bücher Krankheiten und Schädlinge im Obstbau und ihre Bekämpfung und Krankheiten und Schädlinge im Gemüsebau und ihre Bekämpfung in mehreren Auflagen erschienen und über Jahrzehnte zur Standardliteratur des Pflanzenschutzes gehörten.
Walter Kotte wurde 1926 Mitglied im Badischen Landesverein für Naturkunde und Naturschutz e.V., wirkte von 1934 bis 1939 als Schriftleiter und wurde 1958 zum Ehrenmitglied ernannt. Er erhielt das Bundesverdienstkreuz I. Klasse, war Ehrenmitglied der Deutschen Phytomedizinischen Gesellschaft und wurde 1956 mit der Otto-Appel-Denkmünze ausgezeichnet. Im Jahr 1957 wurde er in der Sektion Botanik zum Mitglied der Deutschen Akademie der Naturforscher Leopoldina gewählt.

## Schriften (Auswahl)
- Krankheiten und Schädlinge im Obstbau und ihre Bekämpfung. Parey, Berlin 1941
- Krankheiten und Schädlinge im Gemüsebau und ihre Bekämpfung. Parey, Berlin 1944